# Севофлуран
Севофлура́н — средство для ингаляционного наркоза. Современный ингаляционный анестетик третьего поколения, широко применяемый в медицинской практике, чаще всего для поддержания общей анестезии. Не раздражает дыхательные пути, в результате чего может использоваться и для индукции анестезии, в том числе у детей. Также применяется в ветеринарии. Это химическое соединение стало незаменимым инструментом в анестезиологии, обеспечивая безопасное и эффективное обезболивание пациентов.
Представляет собой фторированный метилизопропиловый эфир.

## Физические свойства
Летучая бесцветная негорючая жидкость со специфическим ароматом. Температура кипения 58,6 ⁰С.

## Синтез
Один из ранних способов синтеза севофлурана заключается в конденсации 1,1,1,3,3,3-гексафторизопропилового спирта с формальдегидом в присутствии фтороводорода и серной кислоты.
{\displaystyle {\ce {(CF_3)_2CHOH + (CH_2O)_{n}{+}HF ->[H_2SO_4] (CF_3)_2CHOCH_2F}}}
Также гексафторизопропиловый спирт можно сначала метилировать, затем хлорировать полученный простой эфир по введённой метильной группе, а затем замещать атом хлора на фтор.
{\displaystyle {\ce {(CF_3)_2CHOH + (CH_3O)_2SO_2 ->[NaOH] (CF_3)_2CHOCH_3 ->[Cl_2 / hv] (CF_3)_2CHOCH_2Cl ->[KF] (CF_3)_2CHOCH2F}}}
Последнюю стадию проводят либо в сульфолане при нагревании, либо с использованием самого субстрата в качестве растворителя. В последнем случае требуется длительное нагревание c NaF или KF при 185 °С. Также замещение на фтор можно провести под действием фторида брома(III).
Описаны также методы синтеза, основанные на использовании более дешёвого 1,1,1,3,3,3-гексахлоризопропилового спирта. Тогда для замещения атомов хлора на фтор применяют фторид брома(III).
{\displaystyle {\ce {(CCl_3)_2CHOH + (CH_3O)_2SO_2 ->[NaOH] (CCl_3)_2CHOCH_3 ->[Cl_2 / hv] (CCl_3)_2CHOCH_2Cl ->[BF_3] (CF_3)_2CHOCH2F}}}

## Использование в медицинской практике

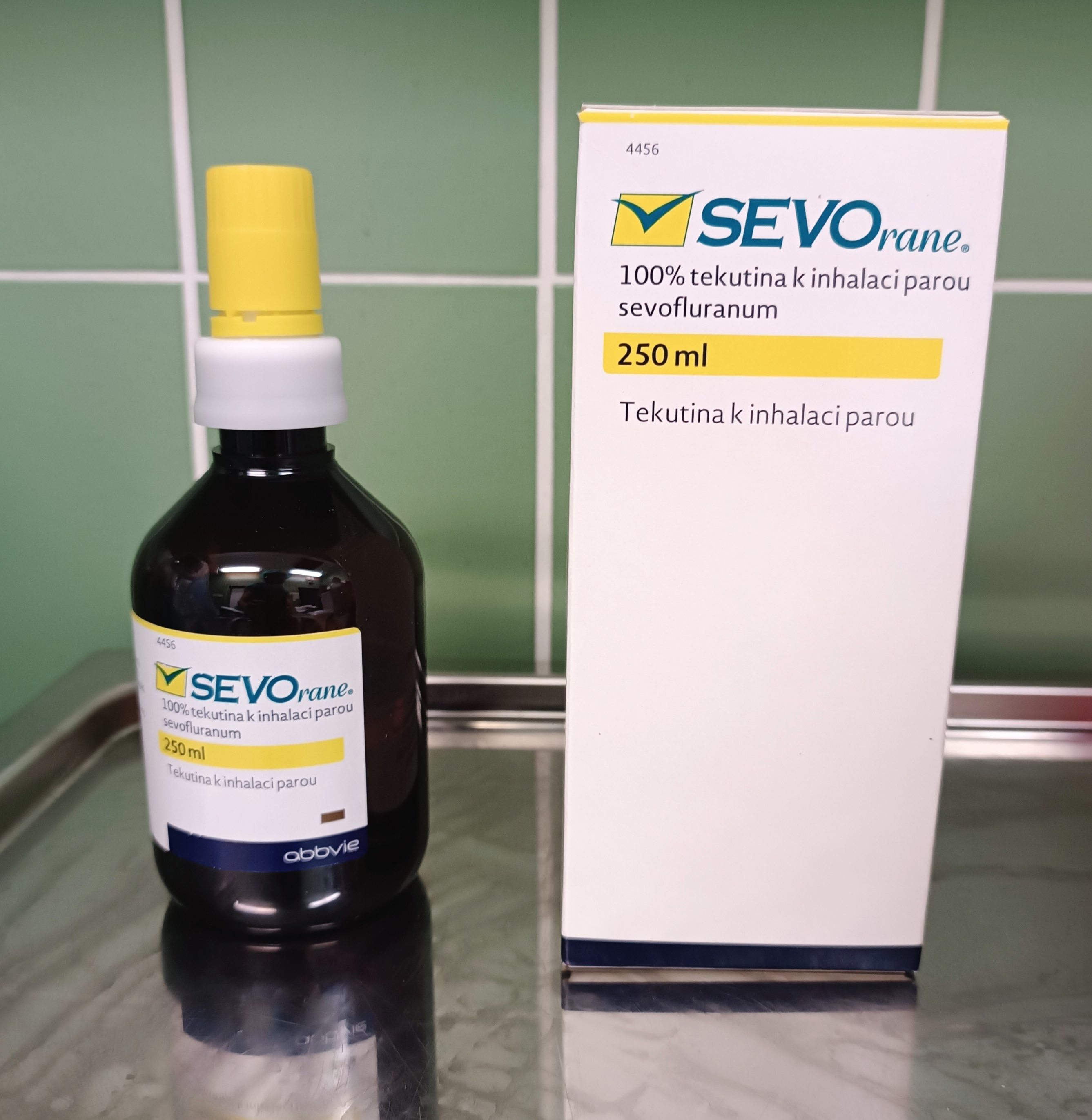
Севофлуран во флаконе 250 мл

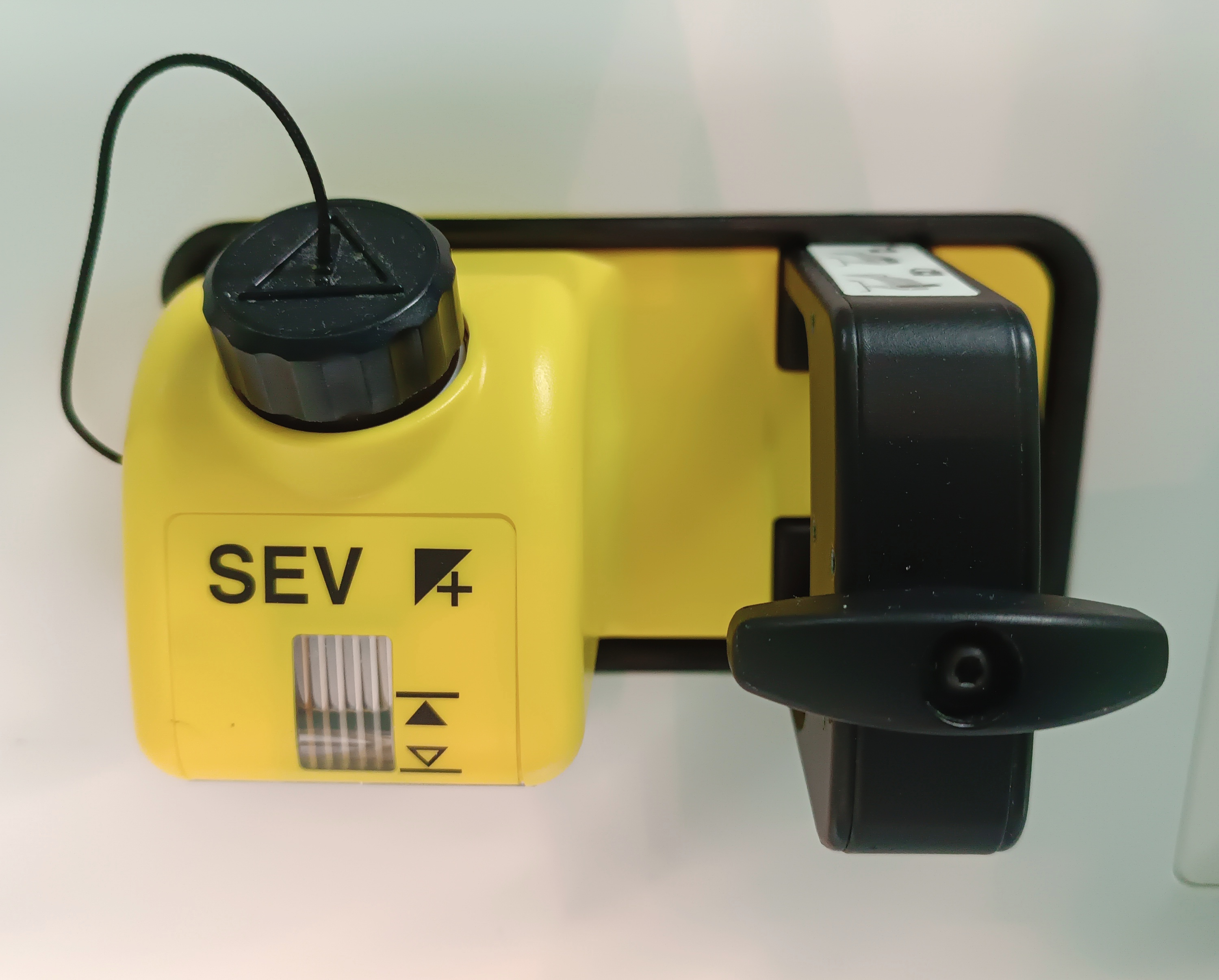
Испаритель GE Datex-Ohmeda Aladin для сефовлюрана на наркозном аппарате Aisys CS2

Севофлуран — один из наиболее часто используемых ингаляционных анестетиков, в том числе в амбулаторной и детской хирургии. Его действие развивается быстро, он не раздражает дыхательные пути, поэтому подходит для индукции анестезии. Севофлуран также используется для общей анестезии при проведении операции кесарева сечения. Вместе с десфлураном севофлуран заменил изофлуран и галотан в современной анестезиологической практике. Его также иногда применяют в смеси с закисью азота.

## Физиологические эффекты
Севофлуран является мощным сосудорасширяющим средством, что обуславливает его способность к дозозависимому снижению артериального давления и сердечного выброса. Он обладает бронходилатирующим эффектом, но может вызывать кашель и ларингоспазм у пациентов с патологией дыхательной системы. Его действие на организм включает уменьшение дыхательного ответа на гипоксию и гиперкапнию, а также препятствие развитию гипоксической легочной вазоконстрикции. Сосудорасширяющие свойства севофлурана также приводят к повышению внутричерепного давления и мозгового кровотока. Однако он снижает скорость мозгового метаболизма.

## Механизм действия
Точный механизм действия препарата, как и других ингаляционных анестетиков, не установлен. При этом севофлуран способен выступать в роли положительного аллостерического модулятора рецептора ГАМК. Он также действует как антагонист рецепторов NMDA, н-холинорецепторов и 5-HT3 серотониновых рецепторов, а также как агонист рецепторов глицина.

## Фармакокинетика
Минимальная альвеолярная концентрация (МАК) севофлурана снижается при увеличении возраста пациента. Для пациентов в возрасте 25—40 лет она составляет от 3.3 до 2,1 % в кислородно-воздушной смеси, в возрасте 40—60 лет снижается до 1.7 %. Учитывая низкую растворимость севофлурана в крови, МАК достигается очень быстро. Действие наступает через 2—3 минуты. Метаболизм севофлурана происходит в печени с участием цитохрома P450. Около 5% всей дозы подвергается трансформации. При этом образуется гексафторизопропанол и ион фтора. Метаболизм севофлурана ускоряется индукторами цитохрома P450 – фенобарбиталом, этанолом, изониазидом, что может привести к повышению концентрации неорганического фтора в крови. Гексафторизопропанол затем связывается с глюкуроновой кислотой и выводится с мочой. Концентрация фторид-ионов в организме зависит от продолжительности анестезии, концентрации севофлурана и состава анестетической смеси. Применение барбитуратов не вызывает дефторирования севофлурана. У примерно 7 % взрослых пациентов, были обнаружены концентрации неорганических фторидов в крови более 50 микромоль на литр, однако негативного влияния на функцию почек не выявлено.

## Токсичность
При нагревании севофлурана и натронной извести (основной адсорбент CO2 в наркозных аппаратах) до 65 °C было обнаружено образование ряда веществ и, в частности,  пентафторизопропенилфторметилового эфира — CH2F–O–C(=CF2)(CF3), для которого была установлена нефротоксичность при испытаниях на крысах.  Согласно отдельным исследованиям  анестезия севофлураном может приводить к временной дисфункции в работе почек у человека.
В 2021 году исследователи из Массачусетского госпиталя опубликовали в журнале Communications Biology исследование, в котором утверждается, что севофлуран может ускорять распространение уже существующего тау-белка ассоциорованного с болезнью Альцгеймера. Согласно информации от «Neuroscience News» севофлуран может вызывать фосфорилирование тау-белка, что приводит к нарушению когнитивных функций у мышей.

## Побочные эффекты
Применение севофлурана в фазе индукции может вызвать побочные эффекты, такие как брадикардия, гипотензия, ларингоспазм и обструкция дыхательных путей. Во время фазы поддержки и в послеоперационный период могут наблюдаться гипотония, повышение или понижение частоты сердечных сокращений, сонливость, головокружение, тошнота, рвота, кашель. У людей с генетической предрасположенностью под влиянием севофлурана может возникнуть злокачественная гипертермия.

## Противопоказания
Севофлуран не может применяться у пациентов с известной или возможной склонностью к злокачественной гипертермии.

## История
Севофлуран был впервые синтезирован в 1968 году Бернардом Реганом в лаборатории компании «Baxter Travenol Inc.» в штате Иллинойс. Первые исследования и данные о севофлуране были опубликованы в 1971 году. Первое клиническое испытание на добровольцах было проведено в 1981 году. Несмотря на обнадеживающие результаты, дальнейшее развитие клинических исследований севофлурана было отложено из-за ряда факторов. В то время другой анестетик, изофлуран, находился на третьей фазе клинических испытаний и имел больший коммерческий потенциал. Одной из причин была неустойчивость севофлурана при контакте с натронной известью, используемой для поглощения углекислого газа в аппаратах искусственной вентиляции легких с полузакрытым контуром. Также отмечался более высокий уровень биотрансформации севофлурана по сравнению с изофлураном. Права на севофлуран были проданы компании «Anaquest» и далее перепроданы японской компании «Maruishi», которая после проведения дальнейших исследований начала в мае 1990 года выпускаться  севофлуран  в Японии, после чего препарат был внедрен в клиническую практику.